# いぬのおまわりさん (テレビドラマ)
ヒューマンドラマ特別企画・愛と感動のドキュメント『いぬのおまわりさん』〜ママは産むよ!ガンとの壮絶な闘い。夫婦の245日 涙と笑顔の記録〜（-とくべつきかく・あいとかんどう-〜-はうむよ!-そうぜつなたたかい。ふうふのにひゃくよんじゅうごにち なみだとえがおのきろく〜）は、毎日放送の制作により、TBS系で、2010年7月4日の21:00 - 22:48（JST）に放送された日本のテレビドラマの特別番組。視聴率9.9%。

## 概要
当作品は、実在の人物である大石真由美（福岡県北九州市門司区出身）がモデルとなっている。第2子を宿しながらもがんに侵され、出産直後の2008年秋、24歳の若さでこの世を去った。その大石が自らのがん闘病記を綴ったブログ「いぬのおまわりさん」を題材にしたものになっている。このブログのタイトルは、大石の長女の好きな童謡「いぬのおまわりさん」から名付けられている。
なお、実話を基にした作品ではあるが、真由美の苗字が「石原」に変更されており、子どもたちも別の名前となっている。
当作品は、2010年の1月10日に放送された新春ドラマスペシャル『筆談ホステス』のスタッフが制作にあたっている。
平均視聴率は、関東9.9%、関西14.4%（いずれも数字はビデオリサーチ調べ）。

## 出演者
- 石原真由美(MAYU):水川あさみ
- 石原有紀矢:永井大
- 石原沙紀:栗本有規（子役）
- 真崎陽子:鈴木杏樹
- 小暮修司:山崎一
- 能勢院長:柴俊夫
- 大久保久子:戸田恵子
- 大久保尚美：映美くらら
- 大久保一幸:河西健司
- 大久保太一：南圭介
- その他：伊藤麻実子、西慶子、奥村友美、黒田恵未、伊藤武雄、岩下貴子、日野更紗
- ナレーション:木村郁美（TBSアナウンサー）

## 制作陣
- 原作:大石真由美「いぬのおまわりさん〜24歳で逝ったまゆちゃんのブログ〜」（不知火書房）
- 脚本:加藤綾子
- プロデューサー:志村彰（The icon）、森雅弘（The icon）
- 演出・プロデューサー:竹園元（毎日放送）
- テーマ曲演奏：Yoshinoli Abe
- 主題歌：DEEP「SORA〜この声が届くまで〜」
- 特殊メイク:松井祐一
- ヘアメイク協力：フォンテーヌ、お世話や
- ロケ協力：北九州フィルム・コミッション、北九州市、アプローズスクエアTOKYO、スターフライヤー　ほか
- 技術協力：フォーチュン
- 美術協力：フジアール
- 編集・MA：映広
- 制作協力：RKB毎日放送
- 制作:The icon
- 製作著作:毎日放送